# Kreeftgarnaal
De kreeftgarnaal (Athanas nitescens) is een garnalensoort uit de familie van de Alpheidae. De wetenschappelijke naam van de soort is voor het eerst geldig gepubliceerd in 1813 door Leach. Kreeftgarnalen hebben een plompe lichaamsvorm. Volwassen mannetjes bezitten zware schaarpoten. Bij vrouwtjes en jonge exemplaren zijn de schaarpoten relatief dunner. De ogen zijn ongesteeld. Athanas nitescens is een slechte zwemmer die bij verstoring over de bodem rennend beschutting opzoekt.